# Stano (Kansas)
Stano è un'area non incorporata della Contea di Grant nel Kansas, Stati Uniti d'America. Si trova al confine tra Sherman e Sullivan  e l'incrocio tra la Cimarron Valley Railroad e la Road C, a 13 km a ovest - sud-ovest del capoluogo della contea.